# British Rail Class 800
British Rail Class 800 — электропоезд семейства Hitachi, выпускавшийся на заводе Hitachi Rail. Производился в период с 2014 по 2018 год. Электропоезд строился на алюминиевом корпусе. Способен работать как на дизельном топливе, так и от переменного тока. Заменил поезда Class 180, InterCity 125 (Class 43) и InterCity 225 (Class 91). В настоящий момент электропоезда Class 800 эксплуатируются в Великобритании компаниями GWR (Great Western Railway) и LNER (London North Eastern Railway).

## Описание
Длина головного вагона поезда составляет 25.350 мм, а промежуточного — 25.000 мм. Электропоезд оснащён двумя токоприёмниками в головных вагонах. Имеются двери карманного типа. Конструкционная скорость поезда составляет 225 км/ч, но служебная скорость ограничена 200 км/ч. Электропоезда модификаций Class 800/0 и Class 800/2 имеют 5 вагонов, а модификации Class 800/1 и Class 800/3 — 9 вагонов. 5-вагонные поезда имеют массу 250,5 тонн. Следовательно, 9-вагонные поезда весят около 451 тонны. Электропоезд способен питаться как от переменного тока напряжения 25 кВ, так и от дизельного топлива для эксплуатации на неэлектрифицированных участках. Для сравнения, Class 801 может работать только от контактной сети. Class 800 оснащён системами безопасности AWS (Automatic Warning System), ETCS (European Train Control System), TPWS (Train Protection & Warning System). Электропоезда, принадлежащие компании GWR, дополнительно оснащаются системой безопасности ATP (Automatic Train Protection).

## Модификации
Всего было выпущено 4 модификации электропоезда Class 800.

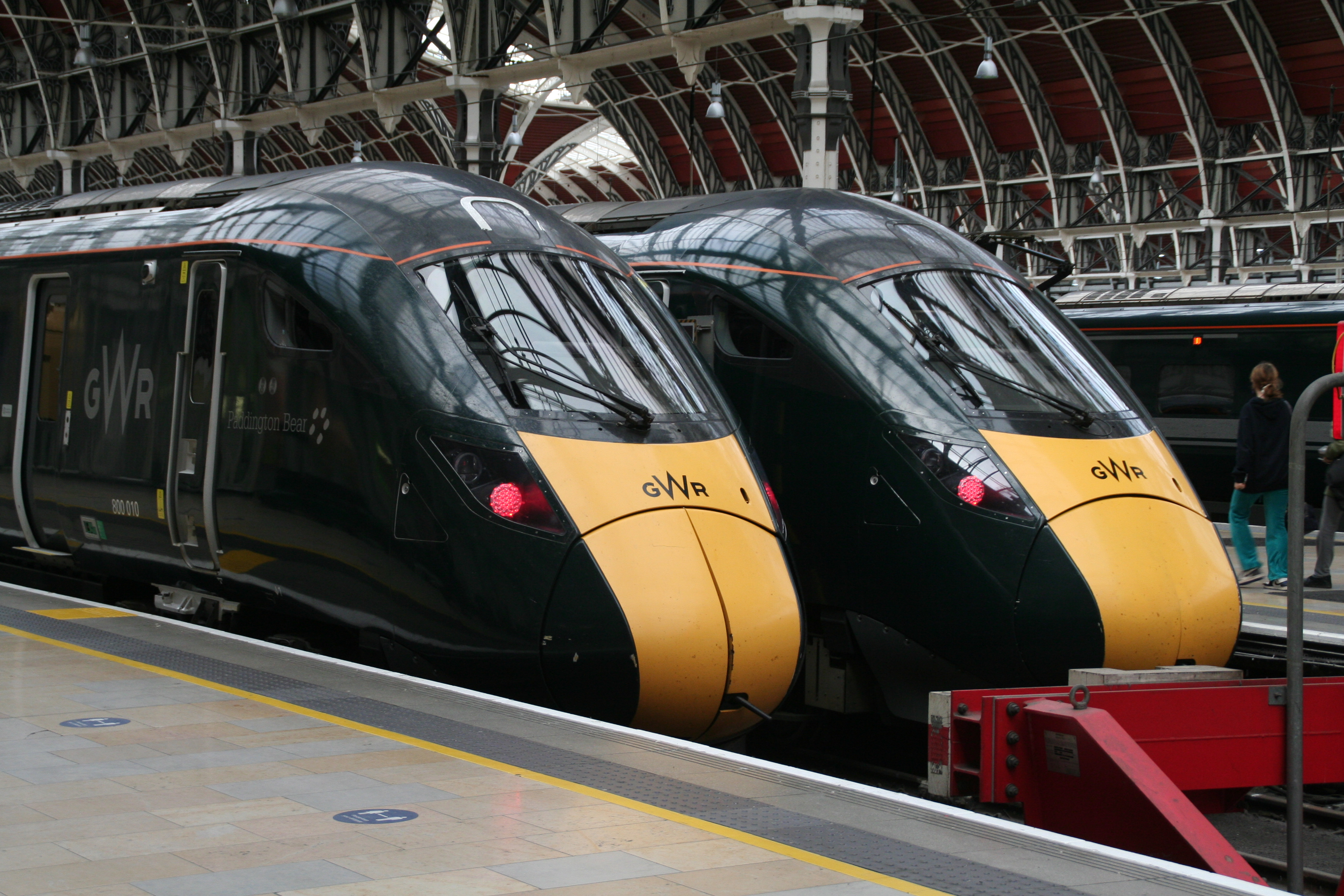
Два электропоезда Class 800/0 на станции Паддингтон.

### Class 800/0
Данная модификация электропоезда производилась для компании GWR в ливрее Intercity Express Train. Составы производились с 2014 по 2018 год. Всего построено 36 электропоездов по 5 вагонов каждый. Имеют бортовые номера 800001-800036.

### Class 800/1
Модификация из девяти вагонов производилась для компании LNER в ливрее Azuma. Первый состав был произведён в 2015 году, остальные 12 — в 2018 году. Электропоезда данной модификации имеют бортовые номера 800101-800113.

### Class 800/2
Электропоезд этой модификации внешне практически не отличается от Class 800/1, за исключением количества вагонов, в Class 800/2 их 5. Производились в 2018 году, также для компании LNER. Построено 10 составов данной модификации под бортовыми номерами 800201-800210.

### Class 800/3
Данная модификация электропоезда также не имеет существенный отличий от Class 800/0, кроме того, что производился в 9-вагонной составности. Производился с 2017 по 2018 год для компании GWR. Построен 21 состав данной модификации. Имеют бортовые номера 800301-800321.

## Салон вагонов

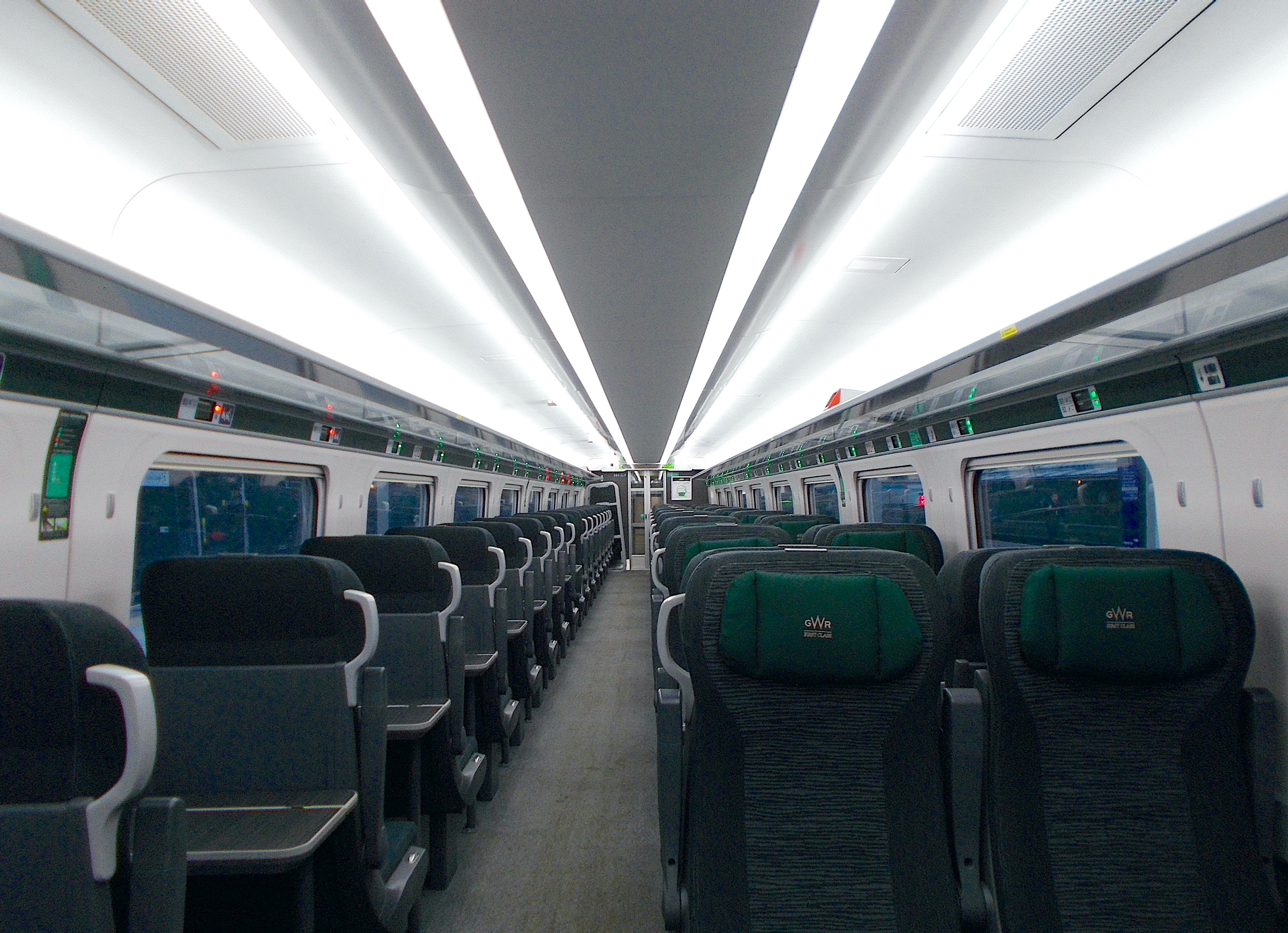
Вагон первого класса в электропоезде компании GWR.
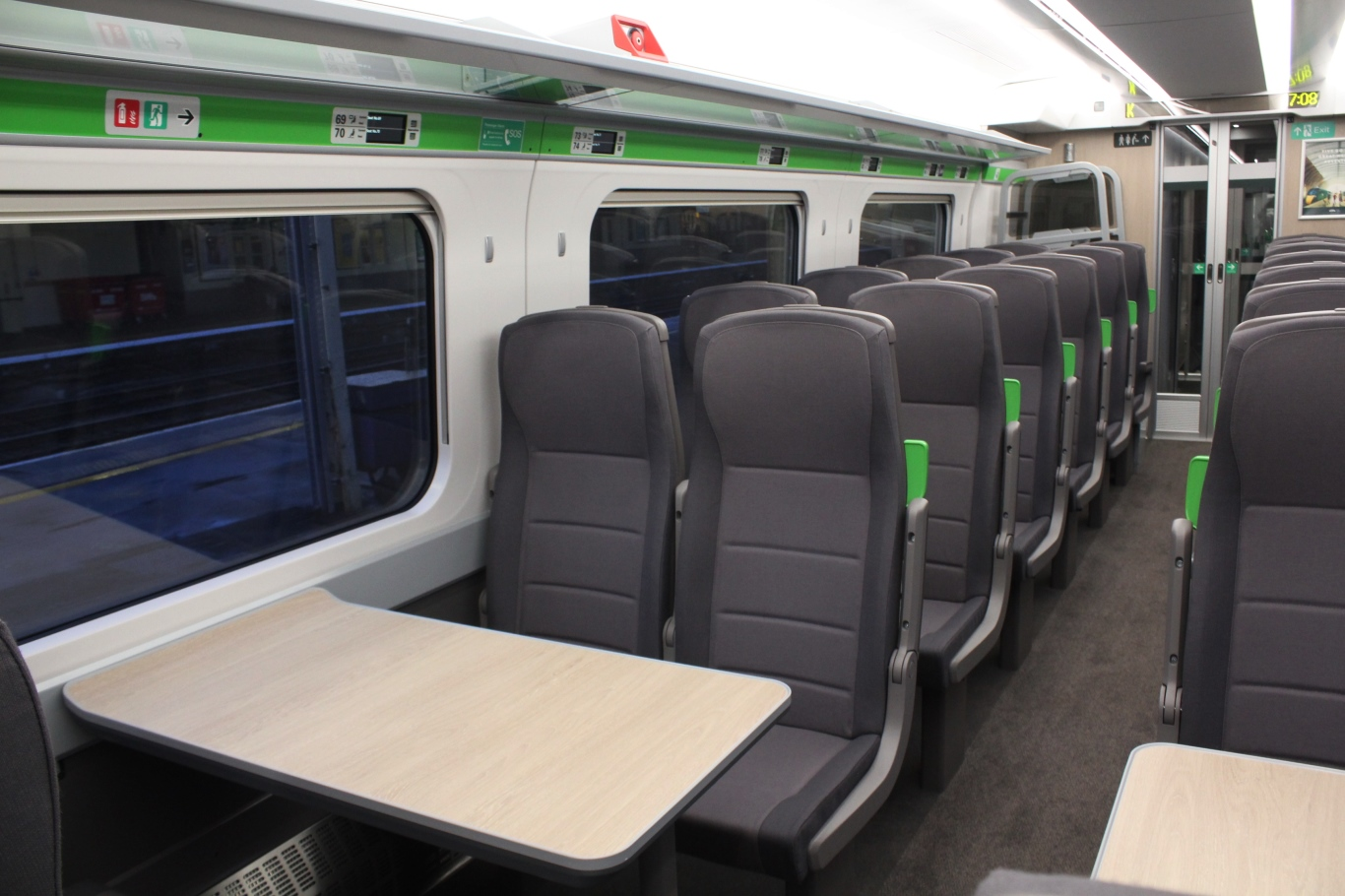
Вагон базового класса в электропоезде компании GWR.
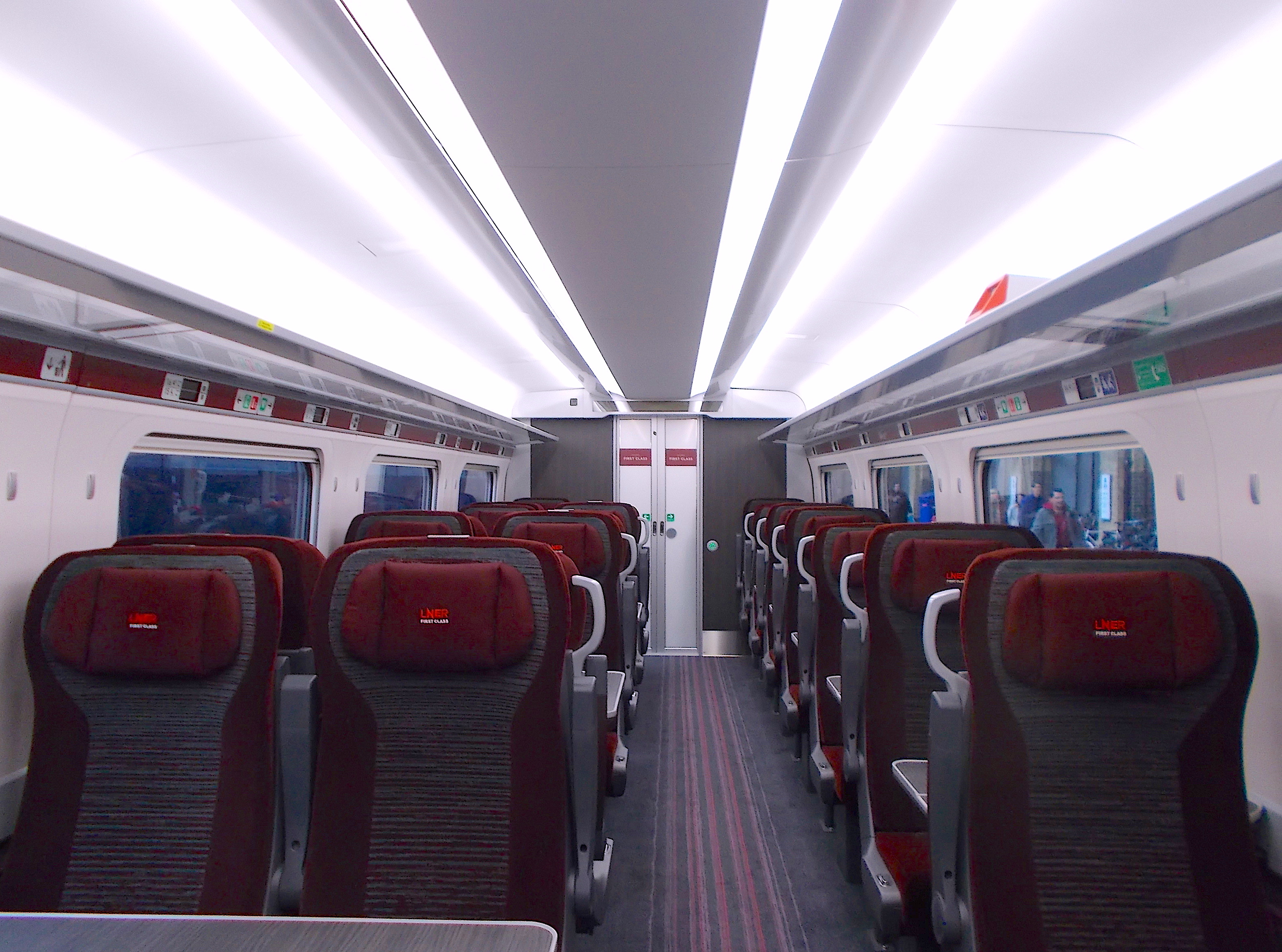
Вагон первого класса в электропоезде компании LNER.
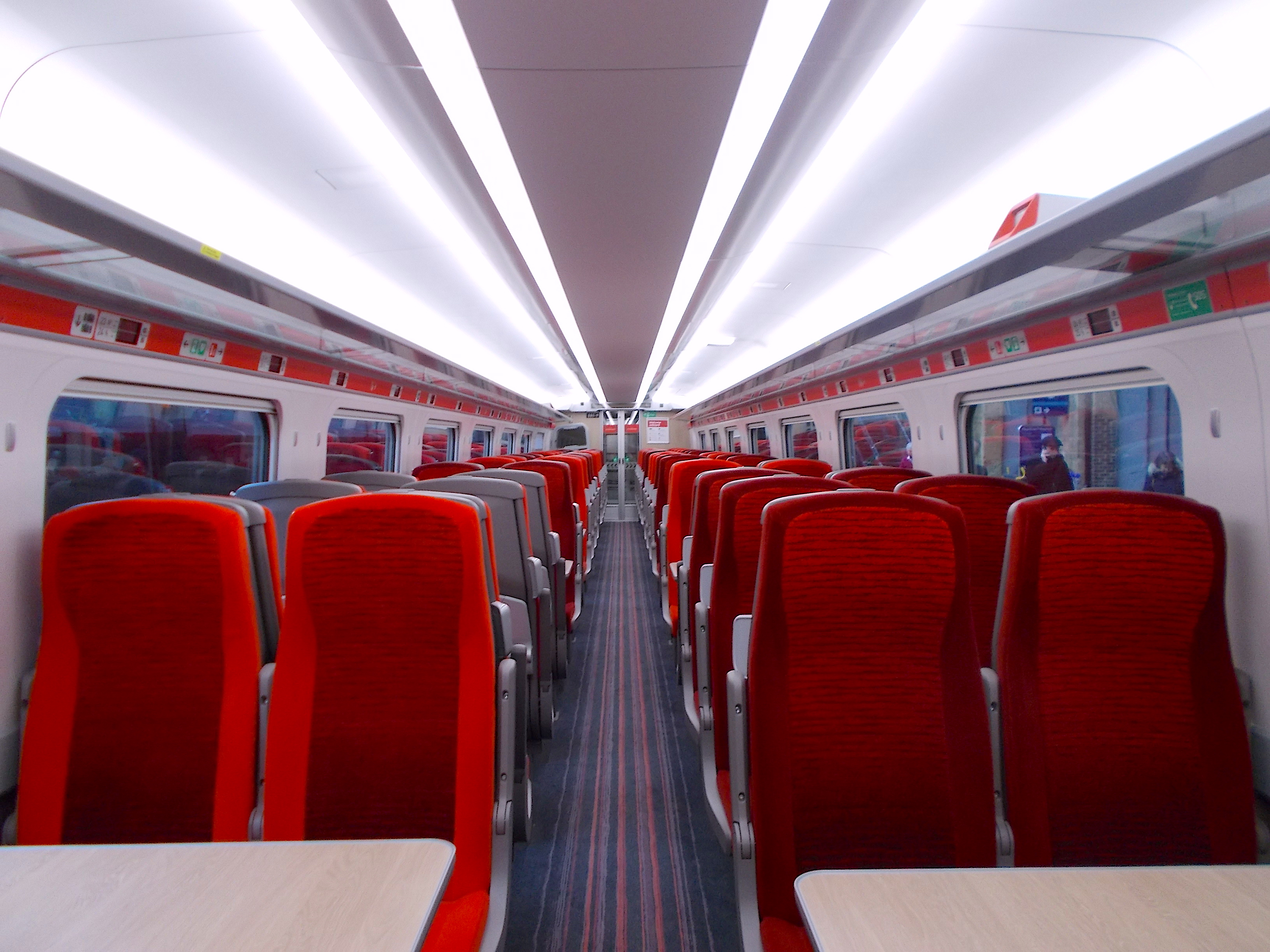
Вагон базового класса в электропоезде компании LNER.